# Meerssen (gemeente)

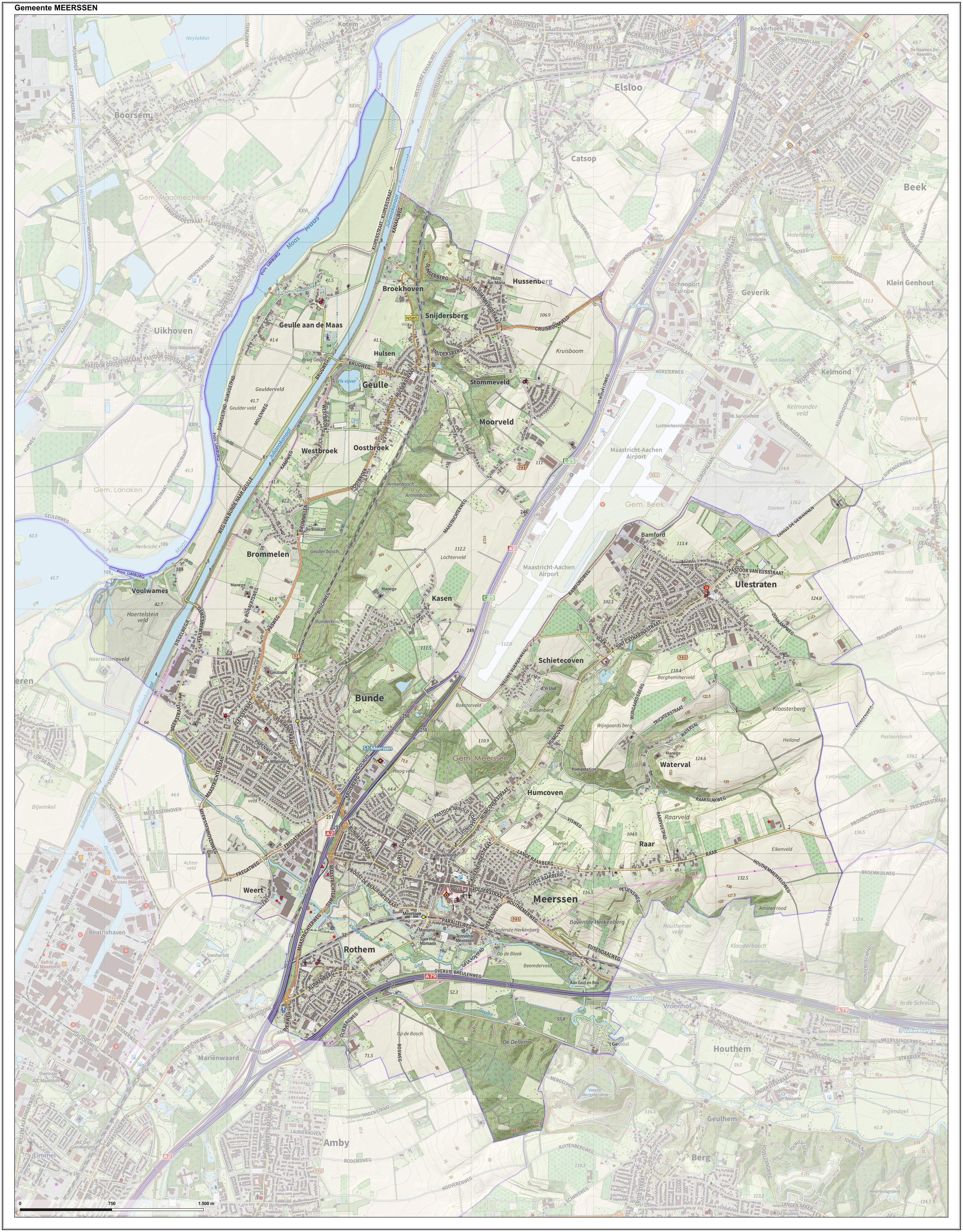
Topografische gemeentekaart van Meerssen, december 2017

Meerssen (uitspraakⓘ) is een gemeente in het zuiden van Limburg (Nederland). Zij is in haar huidige samenstelling ontstaan bij de herindeling op 1 januari 1982. Toen werd de voormalige gemeente van die naam samengevoegd met de tot dan toe zelfstandige gemeenten Bunde, Geulle en Ulestraten.
De hoofdplaats is sindsdien de gelijknamige plaats Meerssen (hoewel het dorp Bunde marginaal meer inwoners heeft). De gemeente heeft een oppervlakte van 27,47 km² en telt 18.576 inwoners (22 november 2024, bron: CBS).

## Geografie

### Natuur en landschap
Meerssen ligt aan de monding van het Geuldal in het Maasdal en mondt het beekje de Geul bij Voulwammes uit in de Maas. In het noordoosten van de gemeente liggen enkele dorpjes en buurtschappen op het zuidwestelijke gedeelte van het Centraal Plateau, waarbij het Watervalderbeekdal met de Watervalderbeek en de Vliekerwaterlossing insnijdt op dit plateau. In het zuidoosten ligt de noordwestelijke uitloper van het Plateau van Margraten deels in de gemeente. 
Op de oostelijke hellingen van het Maasdal ligt het Bunderbos met haar vele bronnetjes. Op de noordelijke hellingen van het Geuldal liggen het Kalverbosch en het Vliekerbos, terwijl op de zuidelijke helling van het Geuldal het bosgebied De Dellen ligt. Aansluitend op De Dellen ligt het natuurgebied Meerssenerbroek.

### CBS-indeling
Het Centraal Bureau voor de Statistiek hanteert voor de gemeente Meerssen een indeling in 3 wijken en 14 buurten:
- Wijk 00 Meerssen (CBS-wijkcode:093800), onderverdeeld in 5 buurten: Meerssen, Rothem, Weert, Raar en 'verspreide huizen'. Aantal inwoners in 2012: 7.625.
- Wijk 01 Ulestraten (CBS-wijkcode:093801), onderverdeeld in 2 buurten: Ulestraten en 'verspreide huizen'. Aantal inwoners in 2012: 2.815.
- Wijk 02 Bunde - Geulle (CBS-wijkcode:093802), onderverdeeld in 7 buurten: Bunde, Kasen, Geulle, Hussenberg met Snijdersberg, Hulsen-Oostbroek, Moorveld en Brommelen-Westbroek. Aantal inwoners in 2012: 8.985.

De hoogste bevolkingsdichtheid heeft de buurt Rothem (2.420 inwoners per km²), gevolgd door Meerssen (1.806 inw./km²) en Bunde (1600 inw./km²). De laagste bevolkingsdichtheid hebben de buurtschappen met verspreide huizen ten zuiden van Meerssen en rondom Ulestraten (resp. 31 en 57 inw./km²) en de buurtschap Raar (59 inw./km²).

### Dorpen en gehuchten
Aantal inwoners per woonkern (dorp of gehucht) op 1 januari 2023, die met een sterretje op 1 januari 2012:

### Buurtschappen
Naast deze officiële kernen bevinden zich in de gemeente de volgende buurtschappen (geen afzonderlijke wijken of buurten):

| Onder Geulle-Beneden - Broekhoven - Brommelen - Hulsen - Oostbroek - Westbroek | Onder Geulle-Boven - Hussenberg - Snijdersberg - Stommeveld | Onder Ulestraten - Genzon - Groot en Klein Berghem - Humcoven - Schietecoven - Vliek - Waterval | Onder Bunde - Voulwames |

### Aangrenzende gemeenten
| Aangrenzende gemeenten | Aangrenzende gemeenten | Aangrenzende gemeenten | Aangrenzende gemeenten | Aangrenzende gemeenten |
| ---------------------- | ---------------------- | ---------------------- | ---------------------- | ---------------------- |
| Maasmechelen (B)       |                        | Stein                  |                        | Beek                   |
|                        |                        |                        |                        |                        |
| Lanaken (B)            | Beekdaelen             |                        |                        |                        |
|                        |                        |                        |                        |                        |
| Maastricht             |                        |                        |                        | Valkenburg aan de Geul |

## Geschiedenis

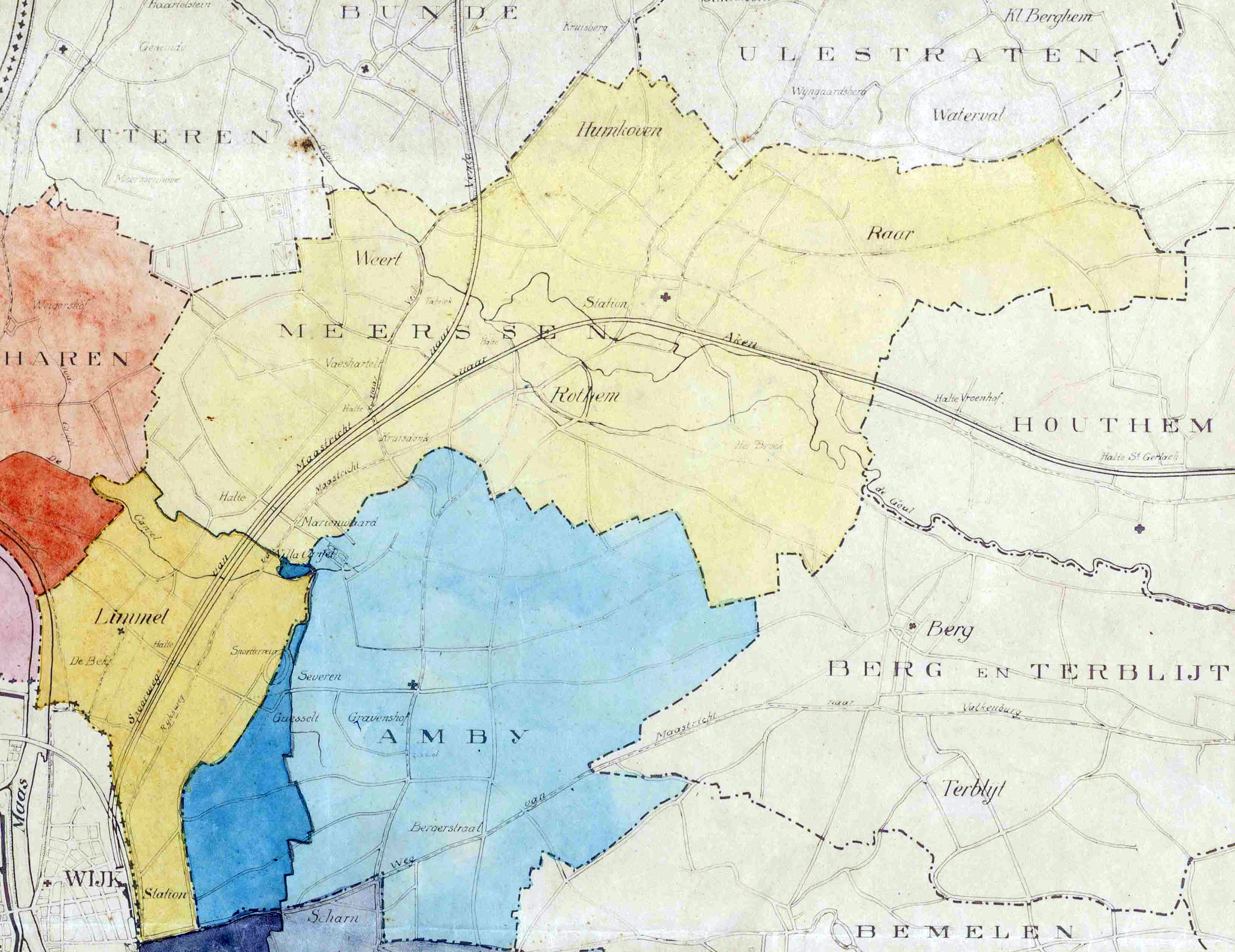
De gemeente Meerssen ten tijde van de annexatie van Limmel door Maastricht (1920)

Meerssen heeft één maal een rol van betekenis gespeeld in de Europese geschiedenis en wel in 870, toen volgens het Verdrag van Meerssen het middelste deel van het in drie stukken uiteengevallen Karolingische Rijk werd verdeeld tussen het Oost-Frankische Rijk en het West-Frankische Rijk.
De gemeente Meerssen kwam tot stand kort na de inlijving van het gebied bij de Eerste Franse Republiek door het Verdrag van Den Haag (1795). Het grondgebied van de gemeente (commune) bestond onder andere uit de voormalige bezittingen van de Proosdij van Meerssen en delen van het destijds eveneens opgeheven Land van Valkenburg. Een van de bekendste burgemeesters uit de begintijd was de advocaat en politicus Charles Clément Roemers (1748-1838), die tevens de proosdij bewoonde.
Door de herindeling van 1 januari 1920 raakte de gemeente Meerssen een deel van haar grondgebied kwijt aan Maastricht. Daartoe behoorden onder andere het station Maastricht (eigenlijk al in 1907 geannexeerd bij een grenscorrectie), de Mosa-fabrieken, de Sphinx-tegelfabriek, een deel van het Zinkwit-terrein, het dorp Limmel en een aantal landgoederen. Naar verluidt was een deel van de katholieken in de Maastrichtse gemeenteraad in 1920 tegen de annexatie van Limmel, omdat de bewoners van dat dorp een socialist in de Meerssense gemeenteraad hadden gekozen. In 1951 en 1970 volgden er opnieuw grenscorrecties, waarbij de gebieden Beatrixhaven en Meerssenhoven werden overgeheveld naar Maastricht.
Bij de herindeling van 1 januari 1982 bereikte de gemeente Meerssen door de annexatie van Bunde, Geulle en Ulestraten haar huidige omvang. Zoals in de meeste Zuid-Limburgse gemeenten, neemt de bevolking van Meerssen sinds de jaren 1990 gestaag af: tussen 1995 en 2020 verloor de gemeente 1870 inwoners, jaarlijks gemiddeld 75 inwoners.
Sinds 2020 is het voortbestaan van de gemeente Meerssen onzeker. Door een structureel begrotingstekort is de gemeente sinds 2018 op zoek naar een partnergemeente om de ambtelijke organisatie bij onder te brengen, om op die manier kosten te besparen. Nadat eerder al Valkenburg aan de Geul had aangegeven hier niets voor te voelen, verwierp ook de gemeente Maastricht in september 2020 een dergelijke 'regiesamenwerking'. De door burgemeester en wethouders van Meerssen voorgestane optie om tot herindeling met de gemeente Maastricht over te gaan (waar ook de Provincie Limburg voorstander van is), is vooralsnog door de Meerssense gemeenteraad afgewezen.

## Religie
De gemeente heeft verschillende kerkdorpen binnen haar grenzen. De kerken in de gemeente zijn de:
- voormalige en huidige Sint-Agneskerk te Bunde
- Sint-Martinuskerk te Geulle
- Sint-Bartholomeus, Basiliek van het H. Sacrament te Meerssen
- Leopoldskerkje te Meerssen
- Jozef Arbeiderkerk te Meerssen
- Onbevlekt Hart van Mariakerk te Moorveld
- Heilig Hart van Jezuskerk te Rothem
- Sint-Catharinakerk te Ulestraten

Daarnaast bevinden zich er diverse wegkruizen, kapelletjes, grafkapellen en Lourdesgrotten in de gemeente. Zie de lijst van weg- en veldkapellen in Meerssen en de lijst van weg- en veldkruisen in Meerssen.
Verder is er een voormalige synagoge in Meerssen en zijn er de kloosters Huize Overbunde in Bunde en Klooster Kleine Zusters van Sint Joseph in Meerssen naast de basiliek. Verder bevindt zich in Hussenberg een kapel bij Zorgcentrum Ave Maria.

## Politiek

### Zetelverdeling gemeenteraad
De gemeenteraad van Meerssen bestaat uit 17 zetels. Hieronder staat de samenstelling van de gemeenteraad sinds 1998:
| Gemeenteraadszetels   | Gemeenteraadszetels | Gemeenteraadszetels | Gemeenteraadszetels | Gemeenteraadszetels | Gemeenteraadszetels | Gemeenteraadszetels | Gemeenteraadszetels |
| Partij                | 1998                | 2002                | 2006                | 2010                | 2014                | 2018                | 2022                |
| --------------------- | ------------------- | ------------------- | ------------------- | ------------------- | ------------------- | ------------------- | ------------------- |
| Lokaal DNA            |                     |                     |                     |                     |                     | 3                   | 7                   |
| Brug-M                |                     |                     |                     | 2                   | 5                   | 4                   | 5                   |
| Kijk!!!               |                     |                     |                     | -                   | 2                   | 3                   | 2                   |
| CDA                   | 5                   | 7                   | 6                   | 2                   | 1                   | 3                   | 2                   |
| PGM Het Origineel     |                     |                     |                     |                     |                     | 2                   | 1                   |
| Focus                 |                     |                     |                     |                     | 4                   | 2                   |                     |
| Partij Groot Meerssen | 4                   | 4                   | 4                   | 3                   | 3                   |                     |                     |
| VVD                   | 5                   | 6                   | 5                   | 3                   | 2                   | -                   |                     |
| Partij Jo Dejong      | -                   | -                   | -                   | 7                   |                     |                     |                     |
| GroenLinks-PvdA       | -                   | 2                   | 2                   | -                   | -                   |                     |                     |
| Overigen              | 5                   | -                   | -                   | -                   | -                   | -                   |                     |
| Totaal                | 19                  | 19                  | 17                  | 17                  | 17                  | 17                  | 17                  |

### Douzelage
Meerssen is een van de oprichters van de Douzelage, een stedenband, waarin in beginsel ieder land uit de Europese Unie met één stad vertegenwoordigd is. De naam Douzelage is een combinatie van het Franse woord "douze" voor twaalf en "jumelage" en staat voor de twaalf oorspronkelijke lidstaten van de Europese Unie in 1991, toen deze associatie werd opgericht in Granville (Frankrijk). Alhoewel het aantal lidstaten in de Europese Unie is toegenomen, is de naam ongewijzigd gebleven. Het doel van de Douzelage is het promoten en verstevigen van de Europese gedachte en het aangaan van educatieve, economische, toeristische, sportieve en culturele banden tussen de steden onderling. In Meerssen is een lokaal Douzelagecomité opgericht. In januari 1992 werd dit comité omgedoopt in de Vereniging ' Meerssen in Europa.' Er zijn nu 24 steden aangesloten bij de Douzelage. Er wordt overlegd over de uitbreiding met nog drie steden: Agros in Cyprus, Škofja Loka in Slovenië, en Trjavna in Bulgarije). De aangesloten landen en steden zijn:
 Spanje met Altea - 1991
 Duitsland met Bad Kötzting - 1991
 Italië met Bellagio - 1991
 Ierland met Bundoran - 1991
 Frankrijk met Granville - 1991
 Denemarken met Holstebro - 1991
 België met Houffalize - 1991
 Nederland met Meerssen - 1991
 Luxemburg met Niederanven - 1991
 Griekenland met Preveza - 1991
 Portugal met Sesimbra - 1991
 Verenigd Koninkrijk met Sherborne - 1991
 Finland met Karkkila - 1997
 Zweden met Oxelösund - 1998
 Oostenrijk met Judenburg - 1999
 Polen met Chojna - 2004
 Hongarije met Kőszeg - 2004
 Letland met Sigulda - 2004
 Tsjechië met Sušice - 2004
 Estland met Türi - 2004
 Slowakije met Zvolen - 2007
 Litouwen met Prienai - 2008
 Malta met Marsaskala - 2009
 Roemenië met Siret - 2010

## Monumenten
In de gemeente zijn rijksmonumenten, gemeentelijke monumenten, oorlogsmonumenten en kunstwerken te vinden, zie:
- Lijst van rijksmonumenten in Meerssen (gemeente)
- Lijst van gemeentelijke monumenten in Meerssen
- Lijst van oorlogsmonumenten in Meerssen
- Lijst van beelden in Meerssen

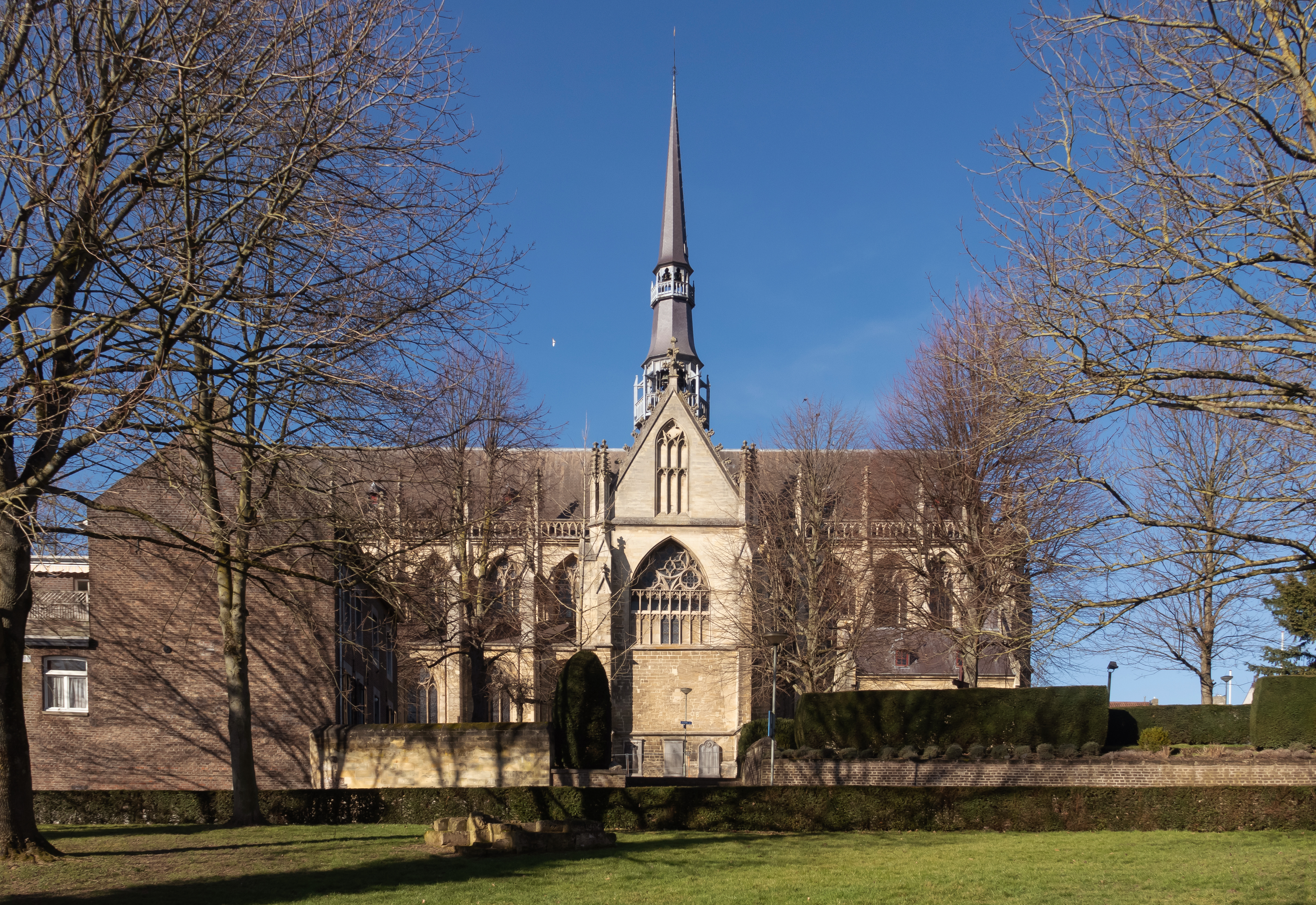
Meerssen, de basiliek van het Heilig Sacrament
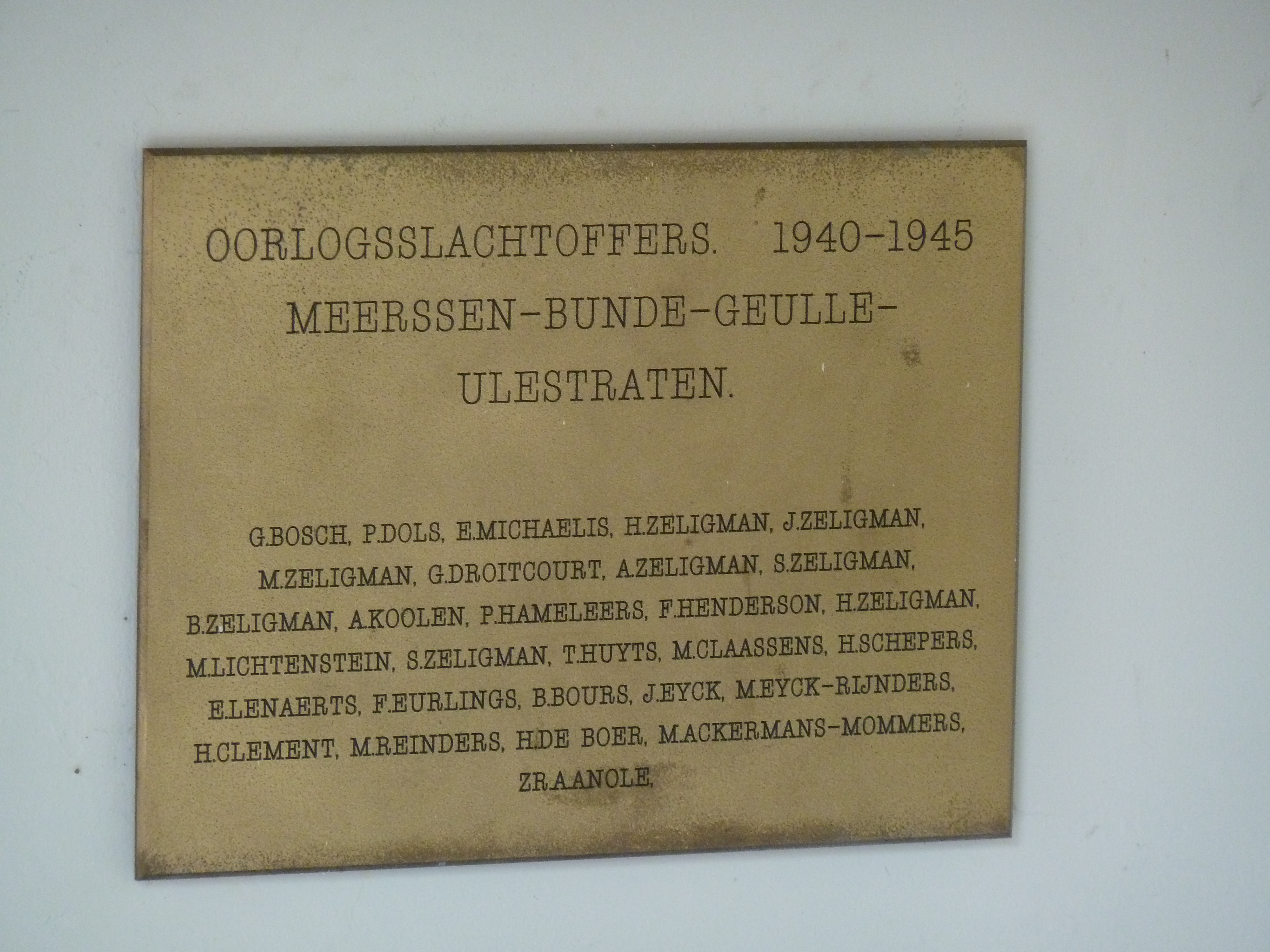
Oorlogsslachtoffers 1940-1945 (Vredeskapel aan de markt)
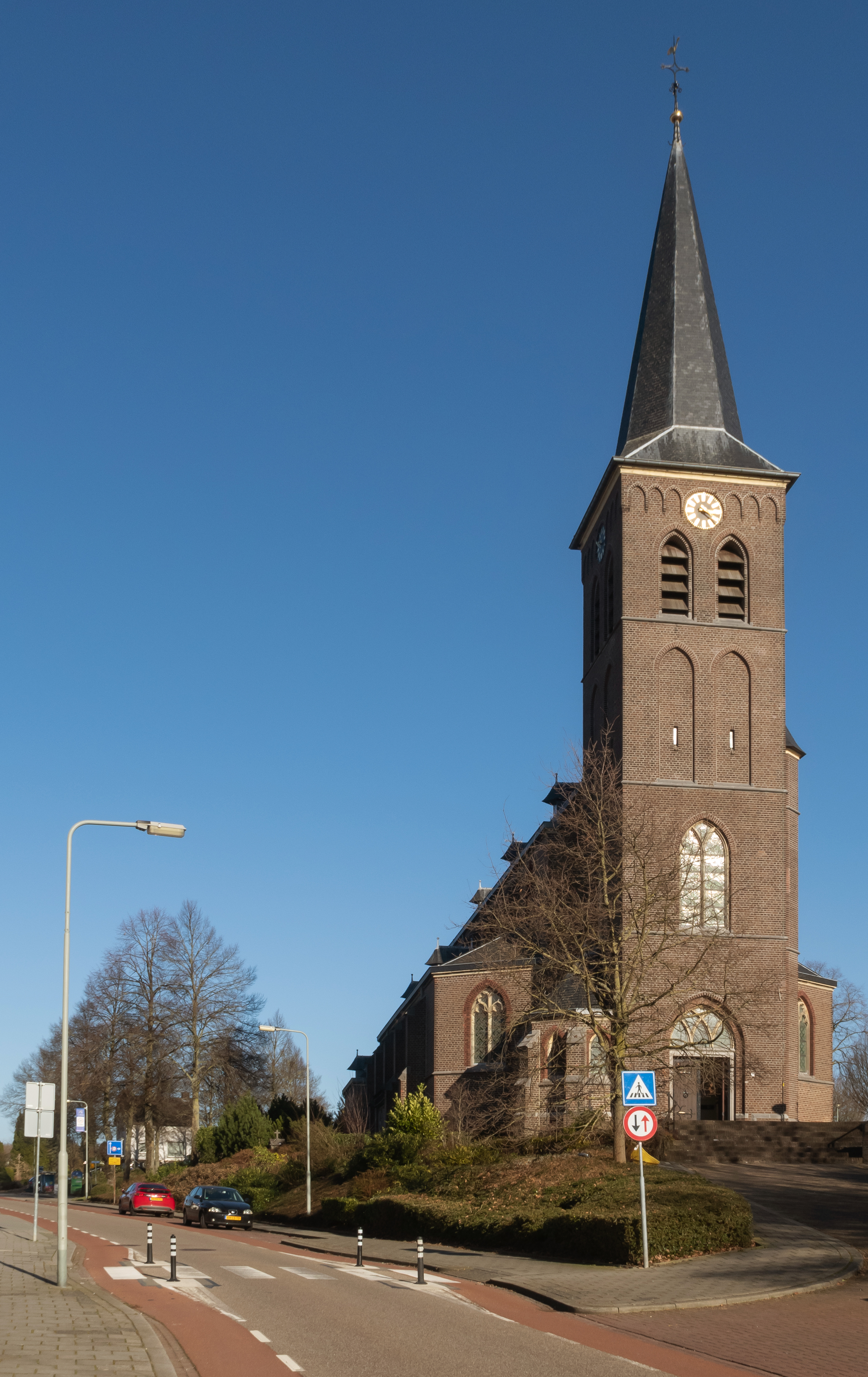
Ulestraten, de Sint-Catharinakerk
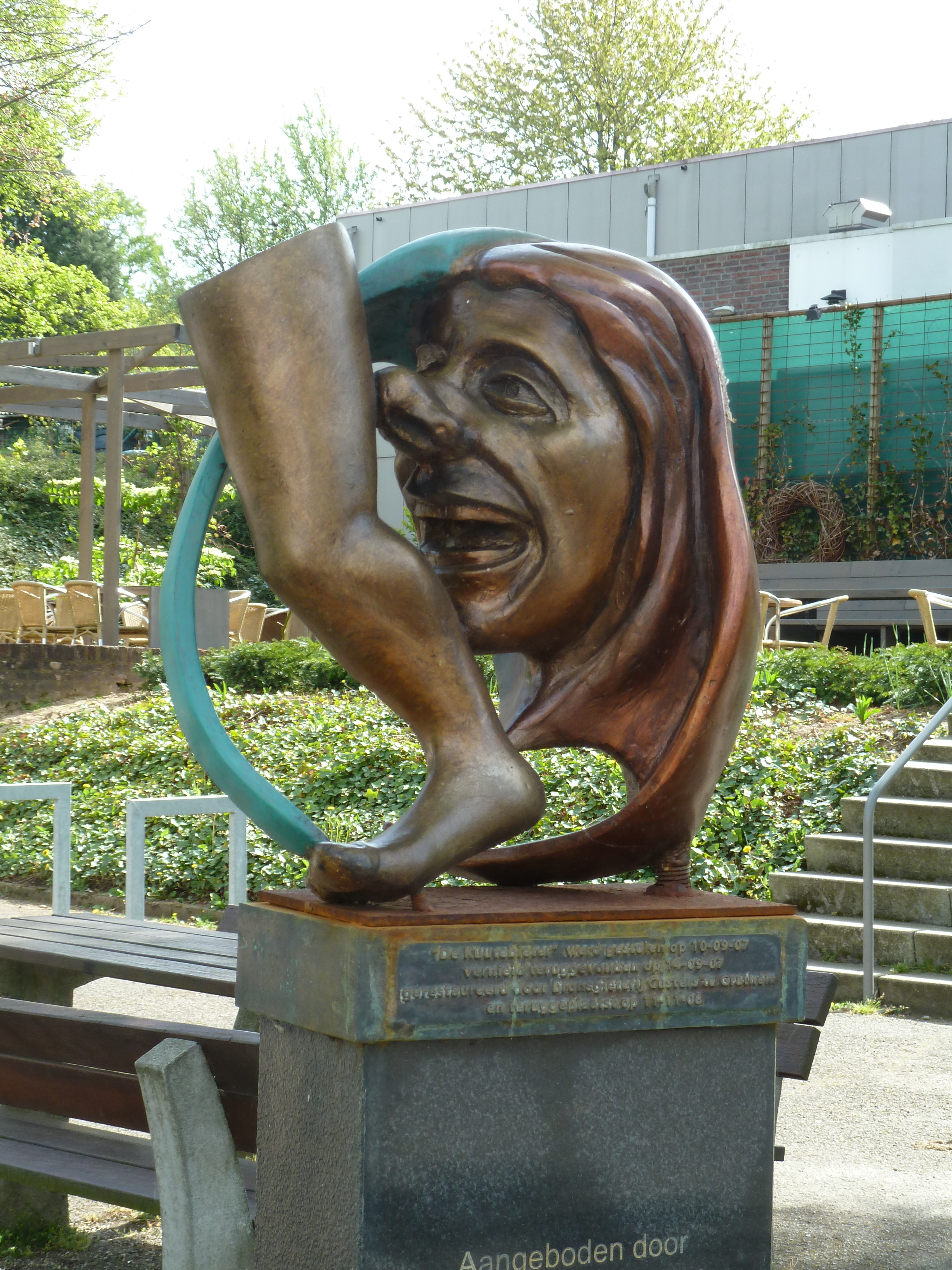
De Kuutebieter (de nar) van Ulestraten
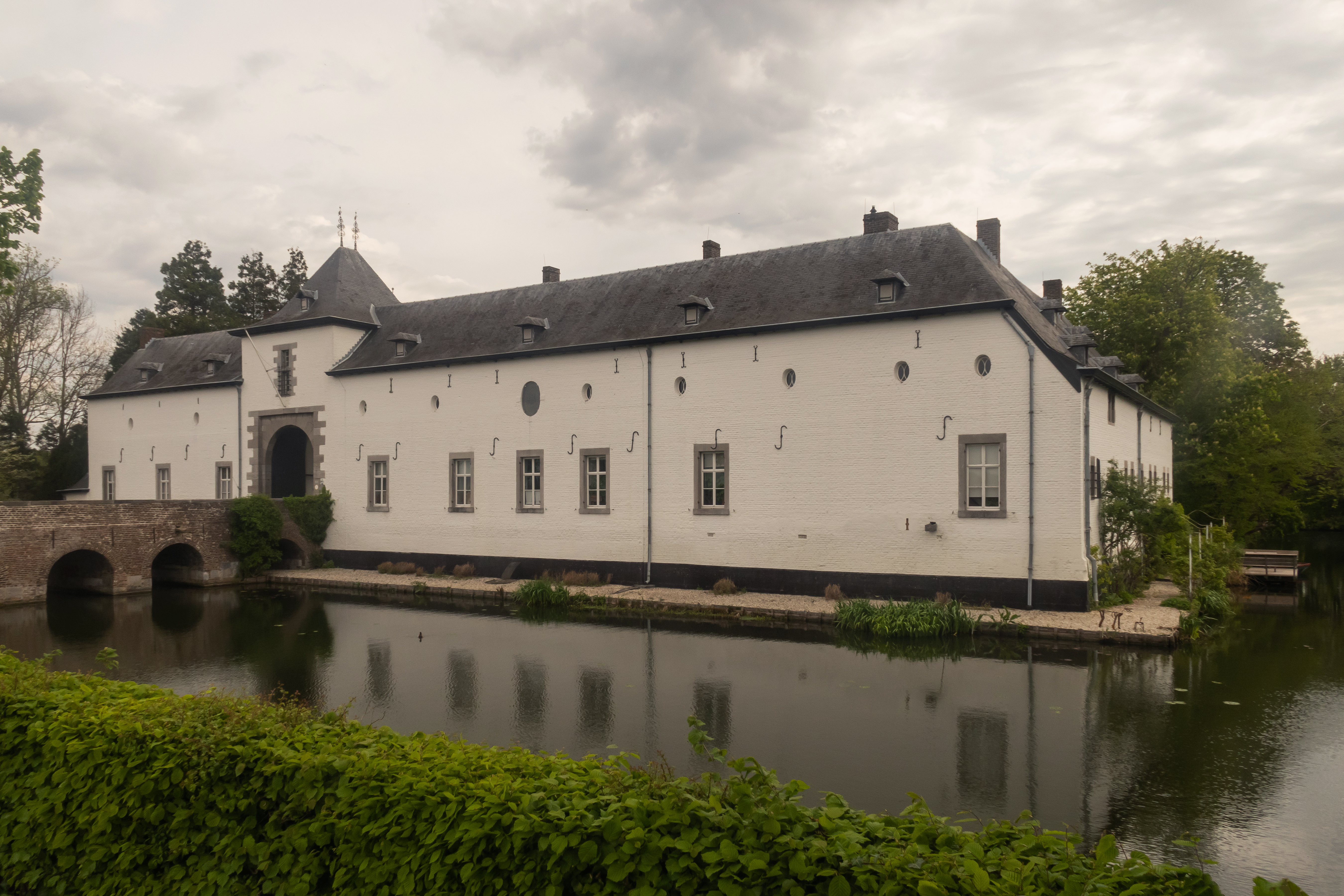
Geulle aan de Maas, kasteel Geulle
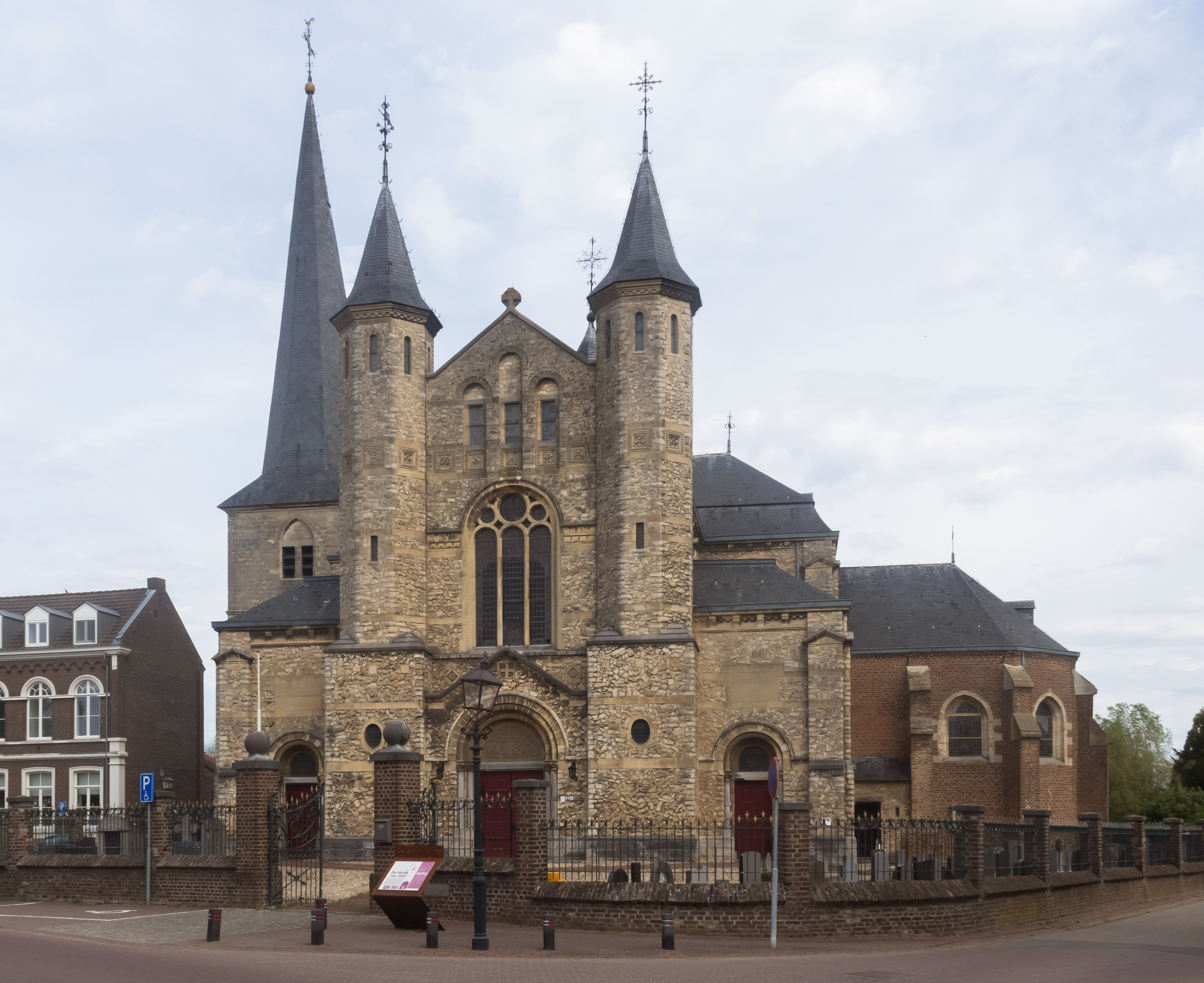
Geulle aan de Maas, de Sint-Martin
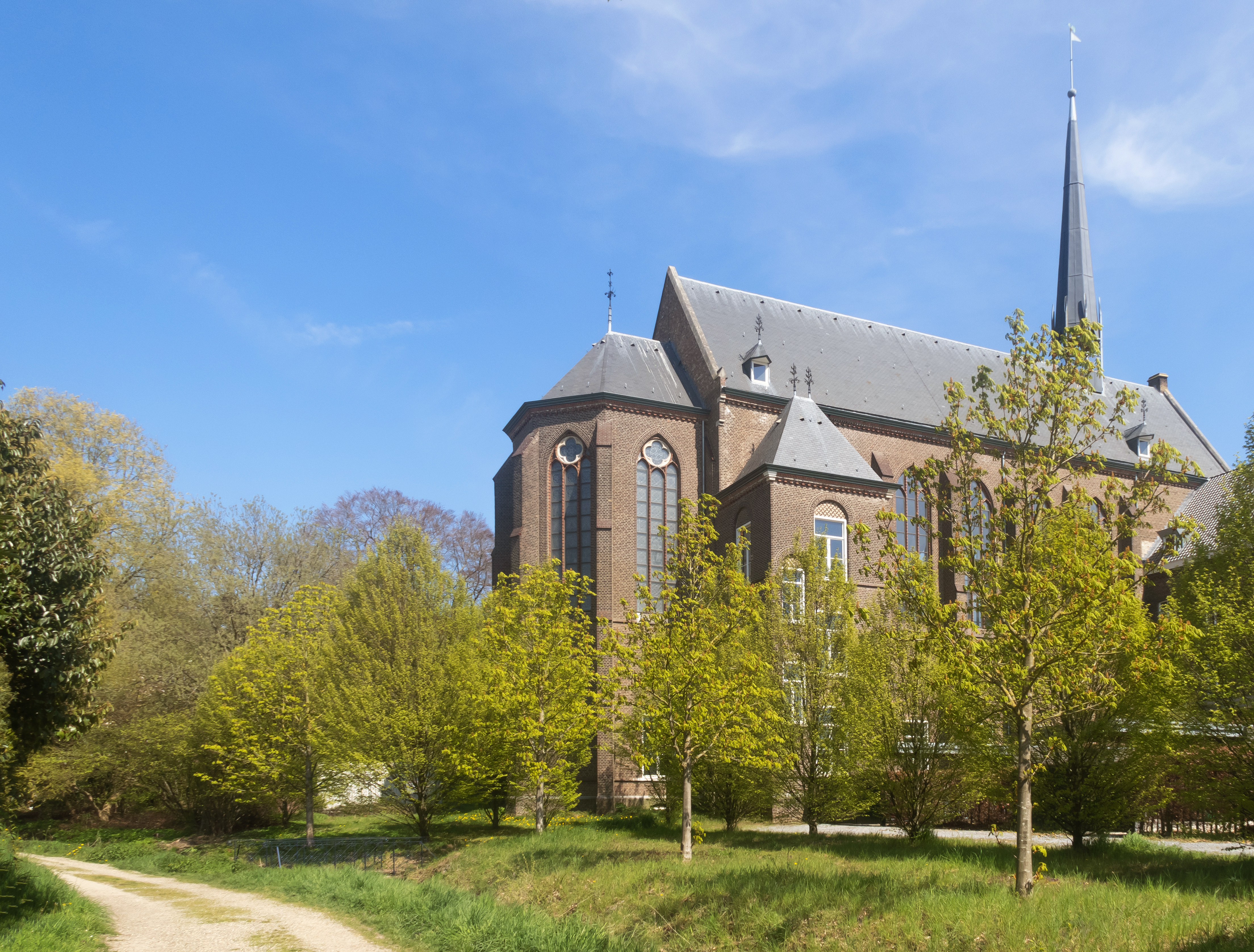
Bunde, Huize Overbunde
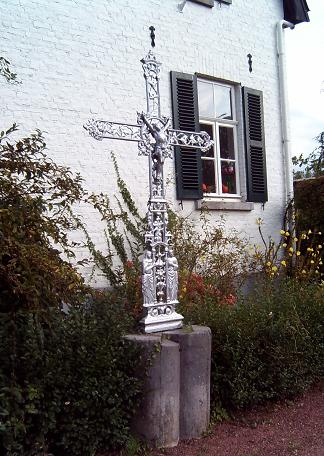
Wegkruis met crucifix in het gehucht Brommelen

## Openbaar vervoer
Naast de streekbussen heeft de gemeente Meerssen twee treinstations: station Meerssen (aan de lijn Maastricht – Heerlen) en station Bunde (aan de lijn Maastricht – Sittard).
Dorpen: Bunde · Geulle · Geulle aan de Maas · Meerssen · Moorveld · Rothem · Ulestraten

Buurtschappen en gehuchten: Broekhoven · Brommelen · Genzon · Groot Berghem · Hulsen · Humcoven · Hussenberg · Kasen · Klein Berghem · Oostbroek · Raar · Schietecoven · Snijdersberg · Stommeveld · Vliek · Voulwames · Waterval · Weert · Westbroek

Limburg: Steden en dorpen      Nederland: Provincies · Gemeenten
Beek · Beekdaelen · Beesel · Bergen · Brunssum · Echt-Susteren · Eijsden-Margraten · Gennep · Gulpen-Wittem · Heerlen · Horst aan de Maas · Kerkrade · Landgraaf · Leudal · Maasgouw · Maastricht · Meerssen · Mook en Middelaar · Nederweert · Peel en Maas · Roerdalen · Roermond · Simpelveld · Sittard-Geleen · Stein · Vaals · Valkenburg aan de Geul · Venlo · Venray · Voerendaal · Weert

Steden en dorpen · Voormalige gemeenten · Nederland: Provincies · Gemeenten
Altea · Bad Kötzting · Bellagio · Bundoran · Chojna · Granville · Holstebro · Houffalize · Judenburg · Karkkila · Kőszeg · Meerssen · Niederanven · Oxelösund · Preveza · Rovinj · Sesimbra · Sherborne · Sigulda · Sušice · Türi